# 1985年のクラッシュ・ギャルズ
『1985年のクラッシュ・ギャルズ』は、柳澤健の著書。2011年に文藝春秋から刊行された。

## 概要
プロレスラー長与千種とライオネス飛鳥からなるクラッシュ・ギャルズの内情を描いたノンフィクション作品。作品の執筆に当たっては、当時のレスラーやクラッシュ・ギャルズの関係者らへの取材を行っている。2023年12月には光文社により復刊された。
2013年1月7日から1月18日にかけてNHK-FMでラジオドラマ化もされた。

## ラジオドラマ
2013年1月7日 - 1月11日、1月14日 - 1月18日まで全10回で、NHK-FM『青春アドベンチャー』でラジオドラマ化され放送された。
キャスト
- 千種：鈴木杏
- 飛鳥：佐藤仁美
- ダンプ松本：ダンプ松本[5]
- ジャガー横田：ジャガー横田[5]
- その他のキャスト：金田明夫、石田太郎、朝加真由美、久下恵美、富田麻帆、吉田桂子、後藤哲夫、平林靖子、Sharo、小久保寿人、荻野みかん、菊地真之、林佳代子、志生野温夫

スタッフ
- 原作：柳澤健
- 脚色：横田理恵
- 選曲：石原慎介
- 演出：一色隆司
- 技術：加村武、山田顕隆
- 音響効果：佐藤あい、米本満